# Комски корпус ЈВуО
Комски корпус (Горски штаб 111) био је корпус Југословенске војске у Отаџбини који је обухватао срез Андријевицу, Колашин и Подгорицу током Другог свјетског рата. Командант корпуса био је мајор Андрија Весковић.

### Бригаде
- 1. андријевичка (командант Александар Алекса Лалић)
- 2. андријевичка (командант Димитрије Влаховић)
- 1. колашинска (командант Бећир Томовић, па капетан Гаврило Гајо Радовић)
- 2. колашинска (командант Радуле Радовић).